# Терористичен акт на Дубровка
Терористичният акт в Театралния център на Дубровка на улица „Мелников“ (край метростанция „Дубровка“), Москва, Русия е криза със заложници от 23 до 26 октомври 2002 година.
Терористичната атака започва, когато около 40 – 50 въоръжени терористи от чеченски произход, начело с Мовсар Бараев (22 г.), превземат претъпкания театрален център, в който се играе мюзикълът „Норд-Ост“. Терористите взимат за заложници 916 зрители, като отправят искане за изтегляне на руските войски от Чечня, както и незабавно да се сложи край на Втората чеченска война.
След 2 и половина дни обсада руските специални части ОСНАЗ провеждат акция по обезвреждане на терористите, вкарвайки във вентилационната система на театъра секретен газов химичен агент - карфентанил. В резултат от операцията по освобождаването на заложниците са ликвидирани всички терористи.
В хода на операцията загиват 129 заложници (по други данни – 174). Всички с изключение на двама загиват от химическия агент, използван от спецчастите.. Сред загиналите има и 9 чужденци.

## Предистория
В средата на октомври 2002 година Аслан Масхадов дава интервю за френската информационна агенция „Франс прес“, в която обявява за активизирането на своите връзки с най-крайните екстремистки лидери на чеченските терористи. Отговаряйки на въпроси на агенцията, Масхадов обяснява радикализирането на своята позиция с отказа на Запада да го подкрепи. В интервюто той заявява:
| „ | Западните лидери са принудени да се заиграват с Русия за разрешаване на своите глобални проблеми, такива като на Балканите, Афганистан, Грузия, а сега и Ирак. | “ |

| „ | Сега, когато войната продължава, аз не губя нищо, че се свързвам с такива хора като Шамил Басаев, Мовлади Удугов или Зелимхан Яндарбиев – главните радикални лидери. | “ |

Той говори за подготвяни от сепаратистите „изключителни операции“, но отказва да разкрие детайли за тези действия..
На 25 октомври 2002 година, в телефонно интервю за азербайджанския вестник „Зеркало“, един от терористите, участвали в атаката на Театралния център на Дубровка, заявява, че Аслан Масхадов е участвал в подготовката на акцията. Правителството на САЩ заявява, че след терористичния акт на Дубровка Масхадов напълно се е лишил от легитимност и не може да претендира за участие в мирния процес.

## Хронология

### 23 октомври
21.15 часа. В зданието на Театралния център на Дубровка, улица „Мелников“ (по-рано: Дворец на културата), проникват въоръжени лица, облечени в камуфлажни дрехи. На сцената се играе мюзикълът „Норд-Ост“. В залата се намират повече от 800 души. Терористите блокират салона и взимат за заложници зрителите, като минират зданието. В първите минути на терористичния акт няколко актьора и сътрудника на театъра успяват да напуснат сградата през прозорците и аварийните изходи.
22.00 часа. В информационното пространство се появява съобщение, че зданието на театъра е превзето от чеченски бойци начело с Мовсар Бараев. Терористите отправят искания за незабавно напускане на руските войски от Чечня. Започват да разполагат взривни устройства в залата на театралния център.

### 24 октомври
00.15 часа. Първи опити да се установи контакт с терористите. В сградата на театъра е изпратен депутатът от Държавната дума Асламбек Аслаханов, който е представител на Чечня в парламента.
02.20 часа. Терористите, без каквито и да е условия, освобождават 17 заложници.
03.00 – 09.00 часа. Спецслужбите безуспешно се опитват да осъществят контакт с терористите.
05.00 часа. В сградата необезпокоявана влиза жена, която влиза в конфликт с терористите. Жената е застреляна на място (по-късно се изяснява самоличността ѝ – Олга Романова).
09.30 часа. Край Театралния център (ТЦ) пристигат чуждестранни дипломати. Изяснява се, че сред заложниците има граждани от други държави.
11.30 – 12.20 часа. За водене на преговори терористите изискват да присъстват политиците Борис Немцов, Ирина Хакамада и Григорий Явлински, както и известната журналистка Анна Политковская.
13.00 часа. В зданието влиза известният в страните от бившата СССР певец и член на Държавната дума Йосиф Кобзон, както и доктор Леонид Рошал (от Организацията на Червения кръст). След около половин час те извеждат извън сградата жена и 3 деца.
15.00 часа. Йосиф Кобзон и Ирина Хакамада подновяват преговорите.
18.30 часа. Терористите безуспешно стрелят с гранатомет по 2 жени, бягащи от зданието на ТЦ. Ранен е сътрудник на спецчастите.
19.00 часа. Катарската телевизия Ал-Джазийра излъчва обръщение на бойците на Мовсар Бараев, записано няколко дни преди превземането на ТЦ. Терористите се обявяват за смъртници и отправят апел за напускането на руските войски от Чечня.

### 25 октомври
01.00 часа. Терористите пускат в зданието ръководителя на отделението за спешна хирургия и травми Леонид Рошал за доставка на медикаменти и оказване на първа медицинска помощ.
05.30 – 06.30 часа. Терористите освобождават 7 души.
11.30 – 12.30 часа. Освободени са 8 деца.
15.00 часа. В Кремъл президентът на Русия Владимир Путин провежда съвещание с ръководителите на МВР и Федералната служба за сигурност. Директорът на ФСС Патрушев заявява, че властта е готова да запази живота на терористите, ако освободят всички заложници.
20.00 – 21.00 часа. Опит да се установи контакт с бойците правят Евгени Примаков, Руслан Аушев, Алла Пугачова.
21.50. Терористите освобождават 3 жени и 1 мъж.

### 26 октомври
05.30 часа. От зданието на ТЦ се чуват 3 взрива и няколко автоматични откоса. След това стрелбата спира. Специални подразделения на МВД и ФСБ преминават към прегрупиране на силите около ТЦ. Излиза непотвърдена информация за начало на операция по освобождаване на заложниците и щурм на зданието.
05.45 часа. Представители на кризисния щаб съобщават, че в последните 2 часа терористите са убили двама и ранили още двама заложници.
06.20 часа. Разнася се тътен от няколко взрива, възобновена е стрелбата. От зданието на ТЦ излизат две заложници и успешно го напускат.
06.30 часа. Официалният представител на ФСС Сергей Игнатченко съобщава, че Театралният център се намира под контрола на спецслужбите, а Мовсар Бараев и повечето от терористите са унищожени.
06.30 – 06.45 часа. Към зданието на ТЦ се приближават десетки машини на спецчастите, „Бърза помощ“ и автобуси.
06.45 – 07.00 часа. Спасители от Министерството на извънредните ситуации и лекари започват да извеждат заложниците от зданието, оказана е медицинска помощ и хоспитализация на нуждаещите се.
07.25 часа. Помощникът на президента на РФ Сергей Ястржембски официално заявява, че е завършена операцията по освобождаването на заложниците.
08.00 часа. Заместник вътрешният министър Владимир Василев събщава, че са убити 36 терориста, освободени са повече от 750 заложници а са загинали 67 заложника.
Пресата съобщава, че няма жертви. Хора в безсъзнание са изнесени от сградата и внесени в автобусите. Продуцентът на „Норд-Ост“ Александър Цекало заявява, че заложниците просто са заспали, а терористите спят вечен сън. Операцията по освобождаването на заложниците е наречена „блестяща“.
По телевизионните канали са показани мъртвите терористи, останали, както са били в зрителските кресла, опаковани с бомби, убития Мовсар Бараев с бутилка алкохол в ръка.
Първото официално съобщение за единични случаи на загинали заложници прозвучава около 08:00, като заместник началник-щаба Владимир Василиев съобщава, че сред загиналите няма деца. Както става известно по-късно от материалите на криминалното дело, към това време вече е била констатирана смъртта на 5 деца.
13:00 часа. На пресконференция заместник началник-щаба Василев съобщава за гибелта на 67 души, но както и преди, не съобщава за смъртта и на деца. По негови думи той е упълномощен да заяви, че са използвани специални средства и са заловени живи няколко терориста.
13:45 часа. Кризисният щаб прекратява дейността си. На роднините на заложниците са дадени специални телефонни номера, по които могат да получат информация за близките си и тяхното местоположение. Достъпът на роднините до техните пострадали близки в болниците е забранен. Въпреки обявеното от властите, че има списъци с хоспитализирани пострадали, списъците в някои болници липсват.

## 23 октомври 2005
З години след терористичния акт роднини на жертвите и пострадали се обръщат към президента на Русия с открито писмо, в което между другото, изучавайки материалите по делото, заявяват, че загиналите са 174 вместо официално изнесения брой 129 души).
```
Международни реакции
```

На 24 октомври 2002-ра е приета единодушно Резолюция 1440 на Съвета за сигурност на ООН,осъждаща терористичният акт,изказваща съболезнования не семействата на пострадалите и изискваща незабавно освобождаване на заложниците. В репортаж на американската телевизия Си Ен Ен от 25 октомври 2002-ра терористите са наречени "чеченски дисиденти".

## Критика към властите
Съществува версия, че в хода на спецоперацията е използван упойващ газ, разновидност на инкапаситантов боен газ. Такъв газ не е безвреден, особено за слаби хора, старци, жени и деца .
Основните обвинения на бившите заложници и роднините на загиналите по адрес на властите са следните:
- властите са изпуснали възможността да водят ефективни преговори с терористите;
- предприели са щурм с използване на химическо вещество, без да отчетат, че ще има негативни последствия;
- щурмуваците не са взели мерки да пленят някои от терористите, с цел дознание и водене на последвал съдебен процес;
- властите не са осигурили освободените заложници със своевременна квалифицирана медицинска помощ;
- властите не са организирали надлежно разследване на обстоятелствата около трагедията [17].

Мнението на пострадалите е, че главна цел на властите е била унищожаването на терористите, а не спасяването на заложниците.
Обвиненията им се обосновават на факта, че военните така и не обявяват какъв газ е използван при щурма (първоначално се предполага, че е зарин), но властите се опитват да снемат вината от себе си и отричат използваният газ да е причина за смъртта на заложниците, но главният лекар на Москва Андрей Селцовски заявява, че причината за смъртта на всички заложници, с изключение на двама, е отравяне с неизвестен газ.
Министерство на здравеопазването на РФ официално отказва да съобщи данни за използвания газ. Комитетът по сигурността на Държавната дума отказва да проучи правомерно ли е използван химическият агент. Инициатор на запитването в парламента е депутатът Сергей Юшенков.
Главната прокуратура, а след нея и съдебните власти обявяват, че причината за смъртта на заложниците „неустановена“, и на това основание отказват на пострадалите компенсации от страна на правителството, към което те имат съдебни претенции.

Владимир Путин заявява на среща с журналисти, проведена на 20 септември 2003 година: 
| „ | Тези хора загинаха не в резултат от действието на газа, затова защото този газ не е вреден, той е безвреден, и не може да причини каквато и да е вреда на хората. Те стават жертва на редица обстоятелства по отслабване на жизнените им сили, хронични заболявания. Можем да кажем, че по време на операцията не е пострадал нито един заложник | “ |

.
След това изказване на Владимир Путин оцелели от кризата в Театралния център и роднини на загиналите се опитват да заведат дело срещу Путин, обвинявайки го в лъжа, но руски съд отказва да приеме иска.
На 12 ноември 2002 година в обръщение, излъчено по телевизия „Ал-Джазира“, лидерът на международната терористична организация Ал-Каида, Осама бин Ладен одобрява превземането на Театралния център, както и терористичните актове в Индонезия, Йемен и Кувейт.